# Djuptjärnarna (Malå socken, Lappland, 724914-164475)
Djuptjärnarna är en sjö i Malå kommun i Lappland och ingår i Skellefteälvens huvudavrinningsområde. Sjön har en area på 0,0947 kvadratkilometer och ligger 374,3 meter över havet.

## Delavrinningsområde
Djuptjärnarna ingår i det delavrinningsområde (724904-164504) som SMHI kallar för Utloppet av Vågträsket. Medelhöjden är 381 meter över havet och ytan är 19,5 kvadratkilometer. Räknas de 6 avrinningsområdena uppströms in blir den ackumulerade arean 80,98 kvadratkilometer. Vågträskbäcken som avvattnar avrinningsområdet har biflödesordning 2, vilket innebär att vattnet flödar genom totalt 2 vattendrag innan det når havet efter 144 kilometer. Avrinningsområdet består mestadels av skog (60 procent) och sankmarker (24 procent). Avrinningsområdet har 2,91 kvadratkilometer vattenytor vilket ger det en sjöprocent på 14,9 procent.